# Sam V. Stewart

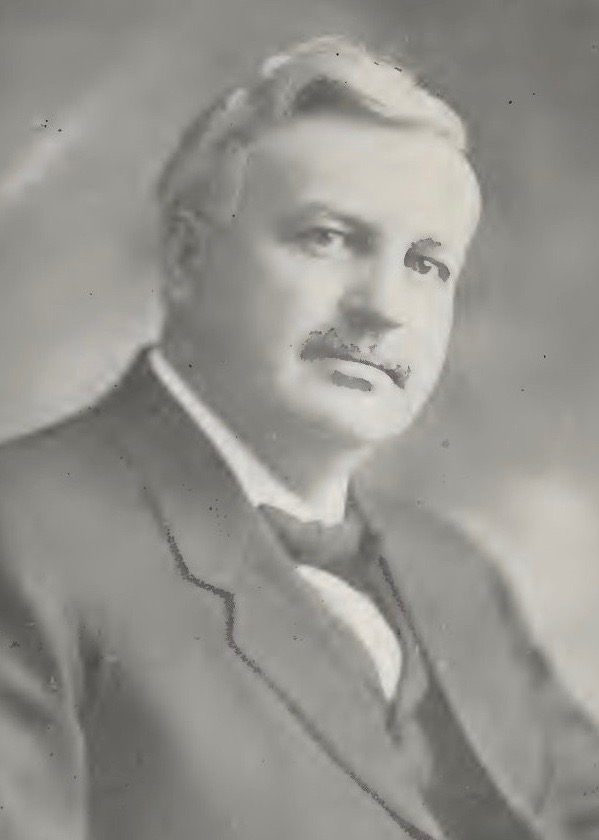
Sam V. Stewart

Samuel Vernon „Sam“ Stewart (* 2. August 1872 im Monroe County, Ohio; † 15. September 1939 in Helena, Montana) war ein US-amerikanischer Jurist und Politiker und von 1913 bis 1921 der sechste Gouverneur des Bundesstaates Montana.

## Frühe Jahre
Sam Stewart besuchte zunächst das Kansas Normal College und das Kansas State Normal College in Emporia. Anschließend studierte er an der University of Kansas Jura. Im Jahr 1898 legte er das juristische Examen ab. Danach zog Stewart nach Virginia City in Montana und wurde dort Anwalt der Gemeinde. Zwischen 1904 und 1908 war er Staatsanwalt im Madison County. Im Jahr 1910 wurde er für zwei Jahre Vorsitzender der Demokraten auf Staatsebene. 1912 wurde er von seiner Partei als Kandidat für die im November anstehende Gouverneurswahl nominiert.

## Gouverneur von Montana
Nach seinem Wahlsieg über den Republikaner Harry L. Wilson konnte Stewart sein neues Amt am 6. Januar 1913 antreten. Nach einer Wiederwahl im Jahr 1916 übte er es bis zum 2. Januar 1921 aus. In seiner Regierungszeit wurde eine Autobahnkommission (Highway Commission) gegründet. Der Montana Supreme Court wurde um zwei Richterstellen erweitert. Angesichts des amerikanischen Eintritts in den Ersten Weltkrieg wurde ein Gesetz gegen Aufruhr erlassen und ein Verteidigungsrat etabliert. Wie in den anderen Bundesstaaten musste auch der Gouverneur von Montana für die Umstellung der Industrieproduktion auf den Rüstungsbedarf und die Musterung der Soldaten sorgen. Nach dem Krieg musste dann die Industrieproduktion wieder auf den zivilen Bedarf zurückgefahren werden.
Nach dem Ende seiner Amtszeit zog sich Stewart vorübergehend aus der Politik zurück. Im Jahr 1930 kehrte er dann als Abgeordneter im Repräsentantenhaus von Montana für eine Legislaturperiode auf die politische Bühne zurück. Von 1932 bis zu seinem Tod am 15. September 1939 war Sam Stewart Richter am Obersten Gerichtshof von Montana. Er war mit Stella Baker verheiratet, mit der er drei Kinder hatte.